# Rumpersdorf
Rumpersdorf (kroatisch Rupišće; ungarisch Rumpód, Rumpót; Romani Rumpischa) ist eine Ortschaft in der Gemeinde Weiden bei Rechnitz im Burgenland.

## Geografie
Der Ort liegt am südlichen Abfall des Günser Gebirges und ist nur vom Süden aus zu erreichen. Die nach Norden führende Straße endet in einem Steinbruch.

## Geschichte
1485 wird der Ort noch in vorkroatischer Zeit erwähnt. Rumpersdorf wurde jedoch bereits im Mittelalter von kroatischstämmiger Bevölkerung besiedelt.

## Kultur und Sehenswürdigkeiten
- Filialkirche Rumpersdorf